# Godofredo de Baja Lotaringia
Godofredo I (fallecido en 964) fue el conde de Henao desde 958 y margrave o vice-duque de Baja Lorena desde 959, cuando ese ducado se dividió por el duque Bruno, quien permaneció hasta su muerte en 965.

## Vida
Godofredo era el hijo de Godofredo, conde palatino de Lotaringia, y Ermentruda. Era la sexta generación descendiente de Carlomagno y estaba relacionado, por sangre y matrimonio, con las más importantes familias de Europa. Su padre era un matfridingo, el hijo de Gerardo I, conde de Metz, y Oda, viuda del rey de Lotaringia carolingio Zuentiboldo y hermana de Enrique I el Pajarero, el rey de Alemania sajón. Su tía, Oda, estaba casada con Gozlin, conde de Bidgau y Methingau, y era por lo tanto primo de Godofredo I, conde de Verdún, cuyos hijos más tarde se convertirían también en duques de la Baja Lorena. En 958, Bruno terminó la rebelión del conde Reginar III de Henao y le exilió. Dio su condado a Godofredo. Al año siguiente, Lorena fue dividida, para hacerla más fácil de defenderla de enemigos interiores y exteriores. La porción inferior pasó a Godofredo mientras que la superior a un Federico. En 962, fue nombrado conde de Jülich.  Acompañó al emperador Otón I, su primo carnal, a Italia, contra el usurpador Adalberto, en 962 y murió en Roma de una epidemia en 964.
| Predecesor: Regnier III  | Conde de Henao 958–964            | Sucesor: Ricardo |
| Predecesor: Nuevo título | Vice-Duque de Baja Lorena 959–964 | Sucesor: Ricardo |

- Datos: Q571506